# Changji (prefektura autonomiczna)
Changji (chiń. 昌吉回族自治州; pinyin: Chāngjí Huízú Zìzhìzhōu; ujg. سانجى خۇيزۇ ئاپتونوم ئوبلاستى, Sanji Xuyzu Aptonom Oblasti) – prefektura autonomiczna mniejszości etnicznej Hui w Chinach, w regionie autonomicznym Sinciang. Siedzibą prefektury jest Changji. W 1999 roku liczyła 1 481 848 mieszkańców.

## Podział administracyjny
Prefektura autonomiczna Changji podzielona jest na:
- 2 miasta: Changji, Fukang,
- 4 powiaty: Hutubi, Manas, Qitai, Jimsar,
- powiat autonomiczny: Mori.